# Ove Claus Hansen
Ove Claus Hansen (født 2. januar 1926, død 28. oktober 2007 i København) var en cykelrytter fra Danmark. Hans foretrukne disciplin var banecykling.
I 1951 debuterede han ved Københavns seksdagesløb, hvor han sammen med sin franske makker Alvaro Giorgetti blev nummer to. Ved de danske mesterskaber har han vundet sølv og bronze i sprint.